# Teledyne CAE J402
Теледайн CAE J402 (англ. Teledyne CAE J402, CAE — сокр. от «Continental Aviation and Engineering» компании-предшественника Teledyne, обозначение разработчика — «Model 370») — американский малогабаритный турбореактивный двигатель применяемый в качестве силовой установки беспилотных летательных аппаратов, таких как крылатые ракеты и ракеты-мишени. Разработан компанией Teledyne CAE в 1970-х годах для противокорабельной ракеты «Гарпун». J402 стал первым американским реактивным двигателем спроектированным в расчёте на длительное хранение в ТПК в составе ракеты, без проведения технического обслуживания и проверок, в постоянной готовности к работе. По состоянию на 2012 год разработано несколько модификаций этого двигателя для различных БПЛА.

## История
Разработка J402-CA-400 (CAE Model 370) была начата Teledyne CAE в 1972 году для оснащения противокорабельной крылатой ракеты ВМС США AGM-84A Harpoon компании McDonnell Douglas.
Первый серийный двигатель J402 был отгружен в 1975 году.

## Модификации
J402-CA-400
- Базовая модификация двигателя, разработанная для противокорабельной ракеты AGM-84 Harpoon, она же использована в ракете AGM-84E SLAM (и AGM-84H/K SLAM-ER).

J402-CA-700
- Вариант разработанный для БПЛА-мишени MQM-107 Streaker. Немного упрощённый вариант «четырёхсотого» двигателя с увеличенным эксплуатационным ресурсом.

J402-CA-702
- Более мощный вариант «семисотой» версии двигателя. Имеет дополнительную ступень осевого компрессора. Использовался в мишени модификации MQM-107D Streaker представленной в 1987 году. С 1989 года заменён на двигатель Microturbo TRI 60-5[англ.].

J402-CA-100
- На 2012 год, наиболее современная модификация двигателя, используемая в крылатой ракете AGM-158A JASSM, разработанной в начале 2000-х годов.